# Unidifusió

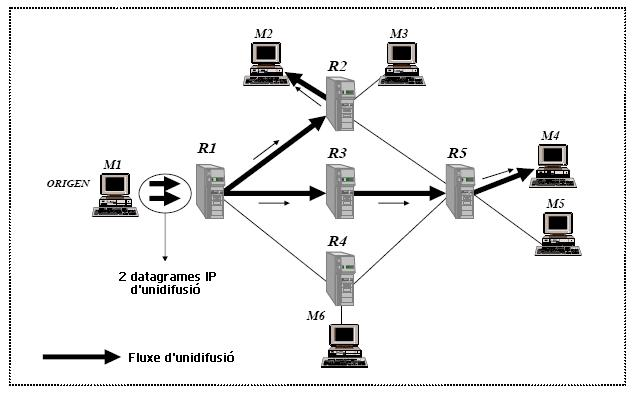
Unidifusió

La unidifusió (en anglès unicast) és el procés d'enviament d'informació en una o més unitats de dades (datagrames IP), des d'una màquina origen a una única màquina destí d'una xarxa de telecomunicacions, habitualment Internet. És a dir, una transmissió punt a punt amb cada destinatari.
Si es vol enviar la mateixa informació a 'n' destinataris, hi haurà 'n' connexions punt a punt independents. En l'exemple de la fotografia, es realitzen dues transmissions d'unidifusió diferents d'un mateix datagrama IP, des de M1 fins a M2 i M4.
És l'extrem oposat de la difusió general o broadcast, en la qual s'envia el paquet a tots els destinaris. En la difusió selectiva o multicast s'envia a un nombre determinat d'aquests.
L'efecte que té el mètode de transmissió unicast sobre els recursos de la xarxa és de consum acumulatiu. Cada usuari que es connecta a una transmissió multimèdia consumeix tants kilobits per segon com la codificació del contingut ho permeti, ocupant així una amplada de banda addicional. Si hi ha 10 clients connectats a 100kbps cada un, en total consumeixen 1000kbps.

## Unicast a Internet
Per dur a terme la comunicació a través de les diferents xarxes d'internet s'utilitza el protocol TCP/IP. Una interconnexió de xarxes està composta, com a mínim, de dues xarxes que es connecten mitjançant encaminadors. Un encaminador és un sistema intermedi de nivell de xarxa (nivell 3 de la capa OSI) que s'utilitza per connectar-les entre elles.
Un típic encaminador està connectat a dues o més xarxes a través d'un medi WAN o LAN. Els equips d'una xarxa envien els paquets a l'encaminador, el qual examina el paquet i utilitza l'adreça IP de destí de la capçalera del paquet per saber on ha d'enviar-lo. Mitjançant els protocols d'encaminament (OSPF, RIP, etc.), un encaminador aprèn informació de xarxa (com adreces IP) dels encaminadors veïns. A continuació la propaga a encaminadors d'altres xarxes per habilitar la connectivitat entre tots els equips d'aquestes.
Altres fabricants poden crear protocols d'encaminament IP addicionals, com és el cas del protocol d'encaminament IGRP (Interior Gateway Routing Protocol) i el protocol BGP (Border Gateway Protocol).

### Tipus d'adreces unicast
L'adreça MAC s'utilitza per identificar cada terminal en una xarxa. És individual, de manera que cada dispositiu té la seva pròpia MAC. Per transmissions unicast es fa servir aquesta adreça d'accés al medi per identificar cada terminal, a més de l'adreça de xarxa de cadascú, l'adreça IP. Hi ha diverses adreces unicast determinades per fer certes operacions:
- Adreces unicast locals

N'hi ha de dos tipus:

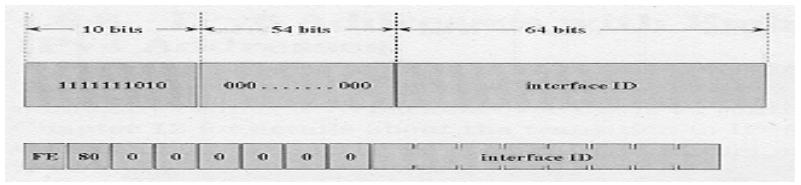
Adreça local d'enllaç

- Local d'Enllaç (Link-Local): per a adreçar un únic enllaç amb propòsits d'autoconfiguració, descobriment de veïns, o situacions en què no hi ha encaminadors. Per tant, els encaminadors no poden transmetre paquets amb adreces destí d'aquest tipus (àmbit limitat a la xarxa local).

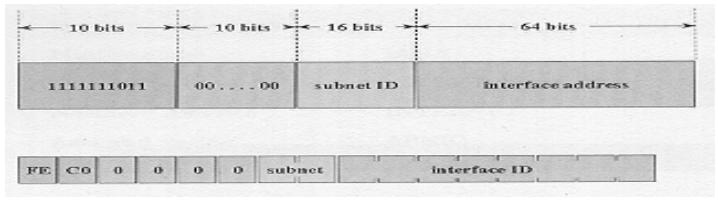
Adreça local de lloc

- Local de Lloc (Site-Local): per a adreçar dins d'un "lloc" local o organització sense la necessitat del prefix global. S'utilitza una adreça de subxarxa de 16 bits (àmbit limitat a la xarxa local).

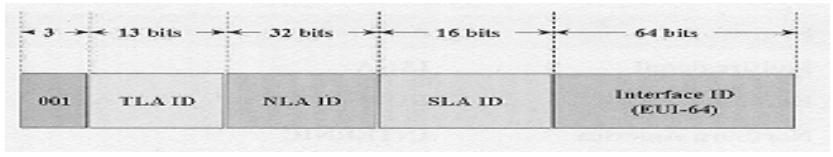
Adreça global agregable

- Adreces unicast globals agregables

Per una millor organització de l'encaminament a les xarxes públiques (globals) és indispensable l'adreçament agregable. En l'actualitat ja es fan servir aquests tipus d'adreces. Tenen un prefix d'encaminament global i un identificador de la subxarxa.
- Adreça unicast no especificada

Tots els dígits són zeros. S'utilitza com l'adreça d'origen durant el procés d'inicialització. Identifica al host que envia el datagrama. També s'utilitza per representar la ruta per defecte.
- Adreça de Loopback

S'utilitza per enviar un paquet a un terminal mateix. L'adreça utilitzada és 127.0.0.1 (versió 4 de IP).